# Andrij Hovorov
Andrij Andrijovitsj Hovorov (Oekraïens: Андрій Андрійович Говоров) (Simferopol, 10 april 1992) is een Oekraïense zwemmer. Hij vertegenwoordigde zijn vaderland op de Olympische Zomerspelen 2012 en de Olympische Zomerspelen 2016.

## Carrière
Bij zijn internationale debuut, op de wereldkampioenschappen zwemmen 2009 in Rome, werd Hovorov op al zijn afstanden uitgeschakeld in de series. Op de 4×100 meter wisselslag strandde hij samen met Andrij Kovbasa, Ihor Borysyk en Denys Doebrov in de series. In Istanboel nam de Oekraïner deel aan de Europese kampioenschappen kortebaanzwemmen 2009, op dit toernooi werd hij op al zijn afstanden uitgeschakeld in de series.
In Singapore won hij goud op zowel de 50 meter vrije slag als de 50 meter vlinderslag tijdens de Olympische Jeugdzomerspelen 2010. Op de Europese kampioenschappen kortebaanzwemmen 2010 in Eindhoven veroverde Hovorov de zilveren medaille op de 50 meter vlinderslag en de bronzen medaille op de 50 meter vrije slag, op de 100 meter vrije slag strandde hij in de halve finales. Tijdens de wereldkampioenschappen kortebaanzwemmen 2010 in Dubai sleepte de Oekraïner de zilveren medaille in de wacht op de 50 meter vlinderslag, daarnaast werd hij uitgeschakeld in de halve finales van de 50 meter vrije slag en in de series van de 100 meter vrije slag.
In Shanghai nam Hovorov deel aan de wereldkampioenschappen zwemmen 2011. Op dit toernooi eindigde hij als achtste op de 50 meter vlinderslag, op de 50 meter vlinderslag strandde hij in de series. Op de Europese kampioenschappen kortebaanzwemmen 2011 in Szczecin legde de Oekraïner, op de 50 meter vlinderslag, beslag op de Europese titel, daarnaast eindigde hij als zevende op de 50 meter vrije slag en werd hij, na een swim-off, uitgeschakeld in de halve finales van de 100 meter vrije slag.
Tijdens de Europese kampioenschappen zwemmen 2012 in Debrecen veroverde Hovorov de bronzen medaille op de 50 meter vrije slag, op de 50 meter vrije slag eindigde hij op de vijfde plaats. In Londen nam de Oekraïner deel aan de Olympische Zomerspelen 2012, op dit toernooi strandde hij in de halve finales van de 50 meter vrije slag. Op de Europese kampioenschappen kortebaanzwemmen 2012 in Chartres sleepte Hovorov de bronzen medaille in de wacht op de 50 meter vlinderslag, daarnaast werd hij uitgeschakeld in de halve finales van de 50 meter vrije slag en in de series van de 100 meter vrije slag. Tijdens de wereldkampioenschappen kortebaanzwemmen 2012 in Istanboel eindigde de Oekraïner als zesde op de 50 meter vlinderslag en als zevende op de 50 meter vrije slag.
Op de Wereldkampioenschappen zwemmen 2013 in Barcelona eindigde Hovorov 5e op de 50m vlinderslag. Later dat jaar nam Hovorov deel aan de Europese kampioenschappen kortebaanzwemmen 2013 in Herning zwom hij naar een tweede Europese titel op de 50 meter vlinderslag. Op de 50 meter vrije slag behaalde hij de bronzen medaille. Tijdens de wereldkampioenschappen kortebaanzwemmen 2014 in Doha behaalde hij de bronzen medaille op de 50 meter vlinderslag. In 2015 eindigde Hovorov 5e in de finale van zowel de 50 meter vlinderslag als de 50 meter vrije slag. 
Op de Europese kampioenschappen kortebaanzwemmen 2015 in Netanja verlengde Hovorov de Europese titel op de 50 meter vlinderslag. Op de 50 meter vrije slag viel Hovorov net naast het podium. Tijdens de Europese kampioenschappen zwemmen 2016 in Londen zwom Hovorov naar zijn eerste Europese titel in een 50 meter-bad. In de finale van de 50 meter vlinderslag was hij de snelste voor László Cseh  en Benjamin Proud. Op de 50 meter vrije slag behaalde hij zilver, achter de Fransman Florent Manaudou.
In 2016 nam Hovorov een tweede maal deel aan de Olympische Spelen. In de finale van de 50m vrije slag eindigde hij op de 5e plaats. Tijdens de Wereldkampioenschappen zwemmen 2017 behaalde Hovorov de bronzen medaille op de 50m vlinderslag. Tijdens de Europese kampioenschappen zwemmen 2018 in Glasgow verlengde Hovorov zijn Europese titel op de 50 meter vlinderslag.

## Internationale toernooien
| Jaar | Olympische Spelen  | WK langebaan                                                                     | WK kortebaan                                                                                           | EK langebaan                        | EK kortebaan                                               |
| ---- | ------------------ | -------------------------------------------------------------------------------- | --- | ----------------------------------- | ---------------------------------------------------------- |
| 2009 |                    | 57e 50m vrije slag 58e 100m vrije slag 50e 50m vlinderslag 19e 4×100m wisselslag | |                                     | 18e 50m vrije slag 14e 100m vrije slag 16e 50m vlinderslag |
| 2010 |                    |                                                                                  | 16e 50m vrije slag · 36e 100m vrije slag · 50m vlinderslag                                             | geen deelname                       | 50m vrije slag · 12e 100m vrije slag · 50m vlinderslag     |
| 2011 |                    | 22e 50m vrije slag 8e 50m vlinderslag                                            | |                                     | 7e 50m vrije slag · 11e 100m vrije slag · 50m vlinderslag  |
| 2012 | 14e 50m vrije slag |                                                                                  | 7e 50m vrije slag 6e 50m vlinderslag                                                                   | 50m vrije slag · 5e 50m vlinderslag | 9e 50m vrije slag · 37e 100m vrije slag · 50m vlinderslag  |
| 2013 |                    | 12e 50m vrije slag 5e 50m vlinderslag                                            | |                                     | 50m vrije slag · 50m vlinderslag                           |
| 2014 |                    |                                                                                  | 7e 50m vrije slag · 50m vlinderslag · 27e 100m vlinderslag · 6e 4×50m vrije slag · 8e 4×50m wisselslag | 8e 50m vrije slag · 50m vlinderslag |                                                            |
| 2015 |                    | 5e 50m vrije slag 36e 100m vrije slag 5e 50m vlinderslag 26e 4×100m vrije slag   | |                                     | 50m vlinderslag · 4e 50m vrije slag                        |
| 2016 | 5e 50m vrije slag  |                                                                                  | 22e 50m vrije slag 4e 50m vlinderslag                                                                  | 50m vlinderslag · 50m vrije slag    |                                                            |
| 2017 |                    | 13e 50m vrije slag · 50m vlinderslag                                             | |                                     | 15e 50m vrije slag · 80e 100m vrije slag · 50m vlinderslag |
| 2018 |                    |                                                                                  | 11-16 december                                                                                         | 9e 50m vrije slag · 50m vlinderslag |                                                            |

## Persoonlijke records
Bijgewerkt tot en met 17 augustus 2018
Kortebaan
| Afstand         | Tijd  | Datum            | Plaats   |
| --------------- | ----- | ---------------- | -------- |
| 50m vrije slag  | 20,96 | 27 augustus 2016 | Chartres |
| 100m vrije slag | 47,58 | 14 november 2009 | Berlijn  |
| 50m vlinderslag | 22,29 | 30 augustus 2016 | Herning  |

Langebaan
| Afstand         | Tijd  | Datum            | Plaats              |
| --------------- | ----- | ---------------- | ------------------- |
| 50m vrije slag  | 21,46 | 11 augustus 2016 | Rio de Janeiro      |
| 100m vrije slag | 49,12 | 9 juni 2016      | Canet-en-Roussillon |
| 50m vlinderslag | 22,27 | 1 juli 2018      | Rome                |